# Laeta Kalogridis
Laeta Elizabeth Kalogridis (née le 30 août 1965 à Winter Haven, Floride) est une scénariste et productrice déléguée américaine. Elle a notamment travaillé sur les films Avatar et Shutter Island.

## Biographie
Laeta Kalogridis est née le 30 août 1965. Elle a fait une partie de ses études au Davidson College en Caroline du Nord.
Elle a eu un rôle important de médiation dans la grève de la Writers Guild of America de 2007.
Elle faisait partie des nommés de la 15e cérémonie des San Diego Film Critics Society Awards dans la catégorie Meilleur scénario adapté, pour Shutter Island.
En 2016, il a été confirmé que Laeta Kalogridis serait la Scénariste de l'Adaptation en Série TV Live de Sword Art Online et que ce Projet de Série serait produit par Skydance Media en Collaboration avec Kadokawa Corp. et Netflix.

## Filmographie

### Cinéma
- 2004 : Alexandre (Alexander) d'Oliver Stone : scénariste
- 2006 : Night Watch (Ночной дозор (Notchnoï dozor)) de Timour Bekmambetov : scénariste
- 2007 : Pathfinder de Marcus Nispel : scénariste
- 2009 : Avatar de James Cameron : productrice déléguée
- 2010 : Shutter Island de Martin Scorsese : scénariste et productrice déléguée
- 2013 : White House Down de Roland Emmerich : productrice
- 2015 : Terminator Genisys d'Alan Taylor : co-scénariste[5]
- 2018 : La Prophétie de l'horloge (The House with a Clock in Its Walls) d'Eli Roth : productrice
- 2019 : Alita: Battle Angel de Robert Rodriguez : scénariste[6]
- 2022 : Ambulance de Michael Bay : productrice déléguée
- 2025 : L'Ombre d'Emily 2 (Another Simple Favor) de Paul Feig : scénariste

### Télévision

#### Séries télévisées
- 2002 : Les Anges de la nuit (Birds of Prey) : développement, productrice déléguée, scénariste du pilote et du premier épisode Eau de vie
- 2007 : Bionic Woman : productrice déléguée, scénariste du pilote
- 2018 : Altered Carbon : créatrice, scénariste et productrice déléguée